# 紀元前594年
紀元前594年（きげんぜん594ねん）は、西暦（ローマ暦）による年。紀元前1世紀の共和政ローマ末期以降の古代ローマにおいては、ローマ建国紀元160年として知られていた。紀年法として西暦（キリスト紀元）がヨーロッパで広く普及した中世時代初期以降、この年は紀元前594年と表記されるのが一般的となった。

## 他の紀年法
- 干支 : 丁卯
- 日本
  - 皇紀67年
  - 神武天皇67年
- 中国
  - 周 - 定王13年
  - 魯 - 宣公15年
  - 斉 - 頃公5年
  - 晋 - 景公6年
  - 秦 - 桓公10年
  - 楚 - 荘王20年
  - 宋 - 文公17年
  - 衛 - 穆公6年
  - 陳 - 成公5年
  - 蔡 - 文侯18年
  - 曹 - 宣公元年
  - 鄭 - 襄公11年
  - 燕 - 宣公8年
- 朝鮮
  - 檀紀1740年
- ユダヤ暦 : 3167年 - 3168年

## できごと

### ヨーロッパ
- アテナイでソロンがアルコンに選ばれ政治改革を行う。

### 中国
- 魯の公孫帰父が宋を包囲中の楚の荘王と会合した。
- 宋が楚と講和し、華元が人質として楚に入った。
- 晋の荀林父が赤狄を曲梁で破り、潞を滅ぼした。
- 周の王孫蘇が召氏や毛氏と政権を争い、王子捷に召戴公や毛伯衛を殺させ、召襄（召桓公）を立てた。
- 秦の桓公が晋に侵攻した。晋の魏顆（令狐顆）が輔氏で秦軍を撃破した。
- 魯の仲孫蔑が斉の高固と無婁で会合した。

## 死去
- 酆舒
- 召戴公
- 毛伯衛